# Aleksej Kudrin
Aleksej Leonidovič Kudrin (in russo Алексей Леонидович Кудрин?; Dobele, 12 ottobre 1960) è un politico russo.
Negli anni Novanta ha ricoperto varie cariche nell'amministrazione di San Pietroburgo diretta da Anatolij Sobčak. Dal 28 maggio 2000 al 26 settembre 2011 ha ricoperto la carica di ministro delle Finanze della Federazione russa. È stato anche vice primo ministro dal 2000 al 2004 e di nuovo nel 2007.
Sotto Kudrin, il governo russo ha pagato la maggior parte del notevole debito estero che aveva accumulato negli anni '90.
Gli è stato chiesto di dimettersi dalla sua posizione il 26 settembre 2011 dal presidente Dmitry Medvedev.
Da maggio 2018, è il presidente della Corte dei conti della Federazione Russa.
Ha il grado civile di Consigliere di Stato effettivo della Federazione Russa di 1ª classe.

## Biografia
Alexei Kudrin è nato il 12 ottobre 1960 a Dobele, SSR Lettone da padre russo e madre lettone. Ha studiato all'Università Statale di Leningrado e all'Istituto di Economia dell'Accademia delle Scienze dell'Unione Sovietica, dove poi ha conseguito il dottorato.